# Lasioglossum odyneroides
Lasioglossum odyneroides är en biart som först beskrevs av Rayment 1939.  Lasioglossum odyneroides ingår i släktet smalbin, och familjen vägbin. Inga underarter finns listade i Catalogue of Life.